# Joseph Perles
Joseph Perles (geboren am 26. November 1835 in Baja (Frankenstadt), Ungarn; gestorben am 4. März 1894 in München) war ein deutscher Rabbiner und jüdischer Gelehrter.

## Leben
Joseph Perles erhielt seinen ersten Talmudunterricht durch seinen Vater Baruch Asher Perles. Anschließend besuchte er das Gymnasium seines Geburtsorts, an dem er 1855 das Abitur bestand. Er war einer der ersten Rabbiner, die an dem neuen Typ des Rabbinerseminars wie in Breslau ausgebildet wurden. Anschließend besuchte er die Universität Breslau und promovierte 1859 in orientalischer Philologie und Philosophie. Seine Dissertation trug den Titel Meletemata Peschitthoniana. 
Perles erwarb sein Rabbinerdiplom 1862. Er hatte bereits im Herbst 1862 einen Ruf nach Posen als Prediger erhalten und gründete dort seine religiöse Schule. 1863 lehnte er einen Ruf nach Budapest ab, nahm aber 1871 den Ruf nach München als Nachfolger Hirsch Aubs im Amt des Rabbiners an. Er war dort der erste Rabbiner, der eine moderne Ausbildung durchlaufen hatte. Die dortige jüdische Gemeinde war wegen der bis 1861 geltenden Registrierungsgesetze kaum entwickelt, wuchs aber unter Perles’ Leitung. 1887 wurde als Ersatz für die inzwischen zu klein gewordene Synagoge an der Westenriederstraße die neue Synagoge erbaut. Perles lehnte einen Ruf als Rabbiner nach Berlin als Nachfolger von Abraham Geiger und einen Lehrstuhl am neu gegründeten Rabbinerseminar Budapest ab.
Die wichtigsten Aufsätze von Perles widmen sich der jüdischen Volkskunde und jüdischen Bräuchen. Wichtige und in mehreren Hinsichten innovative Werke von ihm sind seine Studien zur jüdischen Hochzeit, zu Leichenfeiern, zu hebräischen Quellen der Geschichten aus Tausendundeine Nacht sowie seine Entdeckung der ersten lateinischen Fassung des Führers der Unschlüssigen des Maimonides in der Münchener Bibliothek.
Perles war Mitglied der Deutschen Morgenländischen Gesellschaft.

## Familie
Joseph Perles heiratete 1863 Rosalie (1839–1932), die älteste Tochter von Simon Baruch Schefftel, die sich bald als Schriftstellerin einen Namen machte. Perles hatte zwei Söhne, Max und Felix. Felix Perles erwarb 1898 sein Rabbinerdiplom und wurde Vize-Rabbiner in Königsberg. Max (8. April 1867 bis 20. Oktober 1894) war Experte für Augenheilkunde und Bakteriologie, entwickelte das elektrische Ophthalmoskop, lehrte in München und starb an einer durch ein Experiment verursachten Blutvergiftung. 

## Nachleben
Zu Joseph Perles Ehren wurde die Perles-Stiftung gegründet, die sich der Philanthropie und dem Unterricht widmet.

## Schriften
- Über den Geist des Commentars des R. Moses b. Nachman zum Pentateuch und über sein Verhältniss zum Pentateuch-Commentar Raschi's. In: Monatsschrift für Geschichte und Wissenschaft des Judenthums (MGWJ). Dresden, Breslau, Berlin 1858 (um Anmerkungen erweiterte Ausgabe 1860).
- Die jüdische Hochzeit in nachbiblischer Zeit. Eine archäologische Studie.
  - In: Monatsschrift für Geschichte und Wissenschaft des Judenthums (MGWJ), neunter Jahrgang, S. 339ff. Leipzig 1860 (Digitalisat).
  - Separat-Abdruck aus dem IX. Jahrgang der Frankel'schen Monatsschrift. Leipzig 1860 (Digitalisat).
- Die Leichenfeierlichkeiten im nachbiblischen Judentum. Breslau 1861 (engl. Übers. in Hebrew Characteristics. New York 1875).
- R. Salomo b. Abraham b. Adereth. Sein Leben und seine Schriften nebst handschriftlichen Beilagen zum ersten Male herausgegeben. Breslau 1863 (Digitalisat).
- Geschichte der Juden in Posen. Breslau 1865 (Digitalisat).
- David Cohen de Lara's rabbinisches Lexicon Kheter Khehunnah. Breslau 1868 (Digitalisat).
- Etymologische Studien zur Kunde der Rabbinischen Sprach- und Alterthumskunde. Breslau 1871.
- Zur rabbinischen Sprach- und Sagenkunde. Breslau 1873 (Worterklärungen und Studien zu hebräischen Quellen der Geschichten aus 1001 Nacht) (Digitalisat).
- Thron und Circus des Königs Salomo. Breslau 1873.
- Die in einer Münchener Handschrift Aufgefundene Erste Lateinische Uebersetzung des Maimonidischen Führers. Breslau 1875.
- Das Buch Arugat Habosem des Abraham b. Asriel. Krotoschin 1877.
- Eine Neuerschlossene Quelle über Uriel Acosta. Krotoschin 1877.
- Kalonymos b. Kalonymos' Sendschreiben an Joseph Kaspi. München 1879.
- Beiträge zur Geschichte der hebräischen und aramäischen Studien. München 1884 (Digitalisat).
- Die Berner Handschrift des kleinen Aruch. In: Grätz Jubelschrift. Breslau 1887.
- Ahron ben Gerson Aboulrabi: La Légende d´Asnath fille de Dina et femme de Joseph. Paris 1891 (Digitalisat).
- Beiträge zur rabbinischen Sprach- und Altertumskunde. Breslau 1893.

Außerdem Beiträge zur Revue des Etudes Juives und anderen Zeitschriften sowie Herausgabe des Bi'ure Onḳelos von S. B. Schefftel (1888). Eine Auswahl seiner Predigten wurde durch seine Frau 1896 herausgegeben.